# Anderson Parra
Anderson Parra Cortez (né le 18 octobre 1989) est un coureur cycliste colombien. Spécialisé dans les disciplines de sprint sur piste, il est plusieurs fois médaillé lors de compétitions continentales.

## Palmarès

### Championnats du monde
- Saint-Quentin-en-Yvelines 2015
  - 15e du kilomètre
  - 16e de la vitesse par équipe
  - 17e du keirin[1]
  - 28e de la vitesse

### Championnats panaméricains
- Mexico 2013
  -  Médaillé de bronze du kilomètre
- Aguascalientes 2014
  -  Médaillé d'argent du kilomètre
- Santiago 2015
  -  Médaillé de bronze du kilomètre

### Cyclisme aux Jeux d'Amérique centrale et des Caraïbes
- Veracruz 2014
  -  Médaillé d'argent de la vitesse par équipes
  -  Médaillé de bronze du kilomètre
- Barranquilla 2018
  -  Médaillé de bronze de la vitesse par équipes

### Jeux bolivariens
- Santa Marta 2017
  -  Médaillé d'argent du kilomètre

### Championnats nationaux
- Medellín 2010
  -  Médaillé d'argent du kilomètre[2].
  -  Médaillé d'argent de la vitesse par équipes (avec Alexander Colmenares et Carlos Monroy)[3].
- Bogota 2011
  -  Médaillé d'argent du kilomètre[4].
  -  Médaillé de bronze de la vitesse par équipes (avec Carlos Monroy et Wilmar Colmenares)[5].
- Juegos Nacionales Cali 2012
  -  Médaillé d'argent du kilomètre des XIX Juegos Deportivos Nacionales[6].
  -  Médaillé de bronze de la vitesse individuelle des XIX Juegos Deportivos Nacionales[7].
  -  Médaillé de bronze de la vitesse par équipes des XIX Juegos Deportivos Nacionales (avec Carlos Monroy et Wilmar Colmenares)[8].
- Medellín 2013
  -  Médaillé d'argent de la vitesse individuelle[9].
  -  Médaillé de bronze du kilomètre[10].
  -  Médaillé de bronze de la vitesse par équipes (avec Alexander Colmenares et Carlos Monroy)[11].
- Medellín 2014
  -  Médaillé d'argent du keirin[12].
  -  Médaillé d'argent de la vitesse individuelle[13].
  -  Médaillé d'argent de la vitesse par équipes (avec Alexander Colmenares et Luis Fernando Blanco)[14].
- Cali 2015
  -  Médaillé d'or du kilomètre[15].
  -  Médaillé d'argent du keirin[16].
  -  Médaillé de bronze de la vitesse individuelle[17].
  -  Médaillé de bronze de la vitesse par équipes (avec Alexander Colmenares et Luis Fernando Blanco)[18].
- Medellín 2016
  -  Médaillé d'argent du kilomètre[19].
  -  Médaillé d'argent de la vitesse par équipes (avec Diego Peña et Héctor Gutiérrez)[20].
  -  Médaillé de bronze du keirin[21].
  -  Médaillé de bronze de la vitesse individuelle[22].
- Cali 2017
  -  Médaillé de bronze du kilomètre[23].
  -  Médaillé de bronze de la vitesse individuelle[24].
  -  Médaillé de bronze de la vitesse par équipes (avec Alexander Colmenares et Wilmer Ulloa)[25].
- Cali 2018
  -  Médaillé d'or de la vitesse par équipes (avec Diego Peña et Alexander Colmenares)[26].
  -  Médaillé d'argent de la vitesse individuelle[27].
  -  Médaillé de bronze du kilomètre[28].
- Juegos Nacionales Cali 2019
  -  Médaillé d'argent de la vitesse par équipes des XXI Juegos Deportivos Nacionales (avec Diego Peña et Camilo Puentes)[29].
  -  Médaillé de bronze du keirin des XXI Juegos Deportivos Nacionales[30].
- Cali 2021
  -  Médaillé d'argent de la vitesse par équipes (avec Diego Peña et Cristian Ortega)[31].
- Cali 2022
  -  Médaillé d'argent de la vitesse par équipes (avec Diego Peña et Cristian Ortega)[32].
- Juegos Nacionales Eje Cafetero 2023
  -  Médaillé d'argent de la vitesse par équipes des XXII Juegos Deportivos Nacionales (avec Diego Peña et Cristian Ortega)[33].

### Autres compétitions
- Coupe de France de cyclisme sur piste 2018
  - 2e de la vitesse individuelle à Bordeaux